# Ibridogenesi
L'ibridogenesi è una particolare modalità di riproduzione presentata da alcuni rettili, pesci, insetti e anfibi, la quale rappresenta una vera e propria riproduzione anfigonica in cui non si assiste mai a ricombinazione genetica.
L'uovo della specie che si riproduce per ibridogenesi viene fecondato da spermi di specie pura, forniti da maschi di specie affini, i quali compartecipano attivamente il loro corredo aploide nella costituzione nel nucleo diploide dello zigote.
Tale ibrido, tuttavia, si distingue dagli usuali casi di ibridazione perché in grado di produrre uova normalmente funzionanti tramite meiosi.
Questo si rende possibile grazie ad un singolare stratagemma citologico evolutosi per l'evenienza: nei gameti degli ibridi non si assiste mai a ricombinazione, ma, alla prima divisione, un genoma aploide proveniente da un parentale viene eliminato in toto, di solito quello paterno.
Ciò si deve al fatto che la casualità in cui si orientano i cromosomi rispetto al fuso non viene rispettata ed il genoma paterno, relegato ad un polo per intero, viene sempre eliminato. Ne risulta un uovo contenente esattamente la metà dei cromosomi del genoma materno, che deve essere fecondato da uno spermio di altra specie, che darà nuovamente luogo ad un ibrido in grado di produrre uova pure e via di seguito.
L'ibridogenesi produce tipicamente una discendenza emiclonale, cioè clonale solo a metà, poiché la componente paterna della specie varia ad ogni generazione, mentre la componente materna resta invariata.

## Casi
Un caso emblematico di ibridogenesi è quello rappresentato dalle rane verdi dell'Europa centrale; in quest'area si conoscono tre specie: Pelophylax esculentus Linnaeus 1768, Pelophylax  ridibundus Pallas 1771 e Pelophylax  lessonae Camerano 1882.
Tradizionalmente venivano considerate specie valide ed affini Pelophylax esculentus (la prima ad essere descritta) e Pelophylax  ridibundus, mentre Pelophylax lessonae era un sinonimo della prima.
Oggi invece è stato appurato che le due buone specie sono in realtà Pelophylax lessonae e Pelophylax ridibundus, mentre Pelophylax esculentus è un ibrido fra le due che usa P. lessonae per riprodursi in modo emiclonale, un vero e proprio parassitismo. Per questo al suo nome scientifico viene aggiunto kl., abbreviativo di klepton, Pelophylax kl. esculentus.
In Italia è naturalmente presente solo il sistema di popolazione composto da Pelophylax esculentus e P. lessonae, essendo Pelophylax ridibundus a distribuzione balcanica. La forma ibrida può coesistere con una sola delle due specie parentali con cui si reincrocia e da cui si origina senza perdere la sua natura ibrida.